# Sericia feducia
Sericia feducia là một loài bướm đêm trong họ Erebidae.